# شرکت امپریال بریتانیای شرق آفریقا
شرکت امپریال بریتانیای شرق آفریقا (انگلیسی: Imperial British East Africa Company) یک انجمن تجاری بود که برای توسعه تجارت آفریقا در مناطق تحت کنترل امپراتوری بریتانیا تأسیس شد. این شرکت در ۱۸ آوریل ۱۸۸۸ در لندن تأسیس شد و منشور سلطنتی توسط ملکه ویکتوریا در ۶ سپتامبر ۱۸۸۸ اعطا شد.